# 大高洋司
大高 洋司（おおたか ようじ、1950年 - ）は、日本の国文学者。専門は日本近世文学、特に読本（よみほん）。国文学研究資料館名誉教授。総合研究大学院大学名誉教授。博士（文学）。

## 略歴
1969年、静岡県立静岡高等学校卒業。1973年、慶應義塾大学文学部国文学科卒業。1980年、慶應義塾大学大学院文学研究科博士課程満期退学。文学修士(慶應義塾大学)。1985年、甲南女子大学文学部助教授、1996年、同教授、2001年、国文学研究資料館整理閲覧部教授。2003年、総合研究大学院大学文化科学研究科日本文学研究専攻教授。2004年、国文学研究資料館文学資源研究系教授。2011年3月、『京伝と馬琴 <稗史もの>読本様式の形成』で大阪大学より博士（文学）の学位を取得。同年4月、国文学研究資料館研究部教授（改組）。2016年3月、定年退職。

## 著作
- 『四季交加』 大高洋司 編注	太平書屋 2018.11
- 『鍬形蕙斎画 近世職人尽絵詞』 大高洋司, 小島道裕, 大久保純一 編	勉誠出版 2017.2
- 『日韓の書誌学と古典籍』  大高 洋司,陳 捷 編 勉誠出版 2015.5.10
- 『京伝と馬琴 〈稗史もの〉読本様式の形成』 大高洋司 著 翰林書房 2010.5
- 『読本事典 江戸の伝奇小説』 国文学研究資料館, 八戸市立図書館 編 笠間書院 2008.2
- 読本影印叢刊『優曇華物語』 大高洋司 編	和泉書院 2001.8
- 『初期江戸読本怪談集』 大高洋司, 近藤瑞木 編	国書刊行会 2000.10
- 読本影印叢刊『忠臣水滸伝』 大高洋司 編	和泉書院 1998.10
- 新日本古典文学大系87『開巻驚奇俠客伝』 横山邦治,大高洋司 校注	岩波書店 1998.10